# Moor-Labkraut
Das Moor-Labkraut (Galium uliginosum) ist eine Pflanzenart aus der Familie der Rötegewächse (Rubiaceae).

## Merkmale

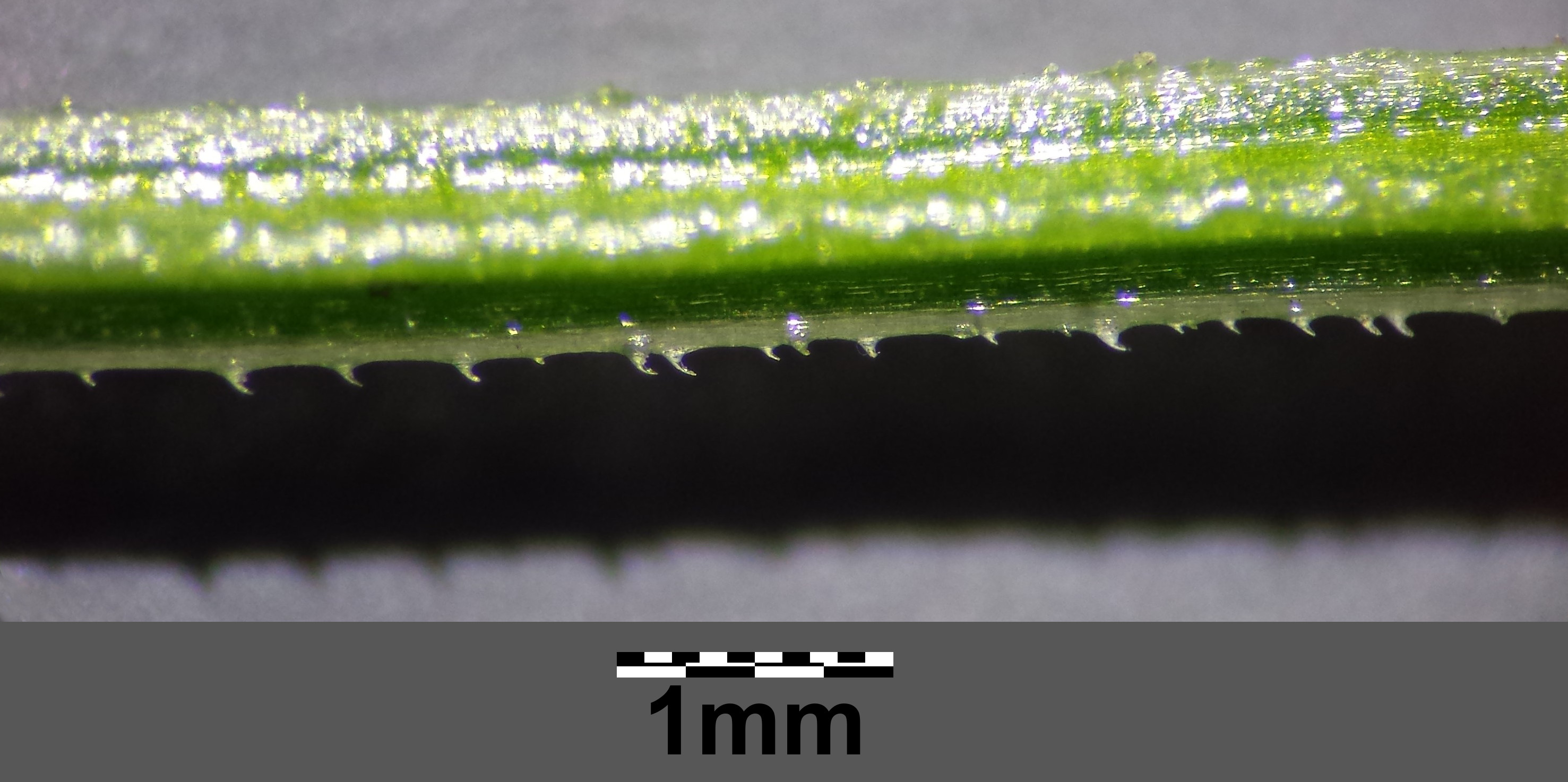
Der Stängel ist von abwärts gerichteten Stachelchen rau.

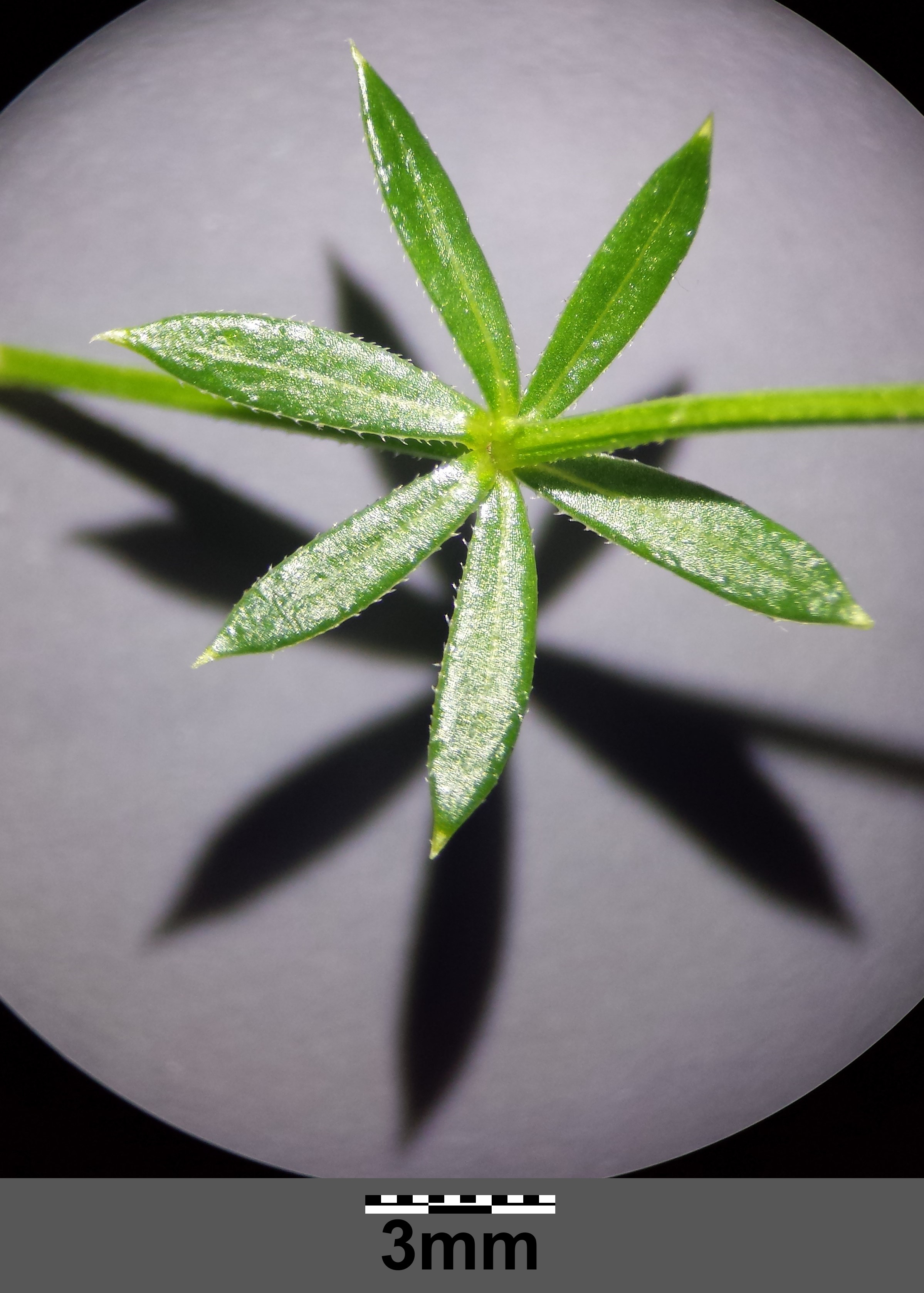
Die quirlständigen Laubblätter weisen eine Stachelspitze und zum Laubblattgrund gerichtete Stachelchen auf.

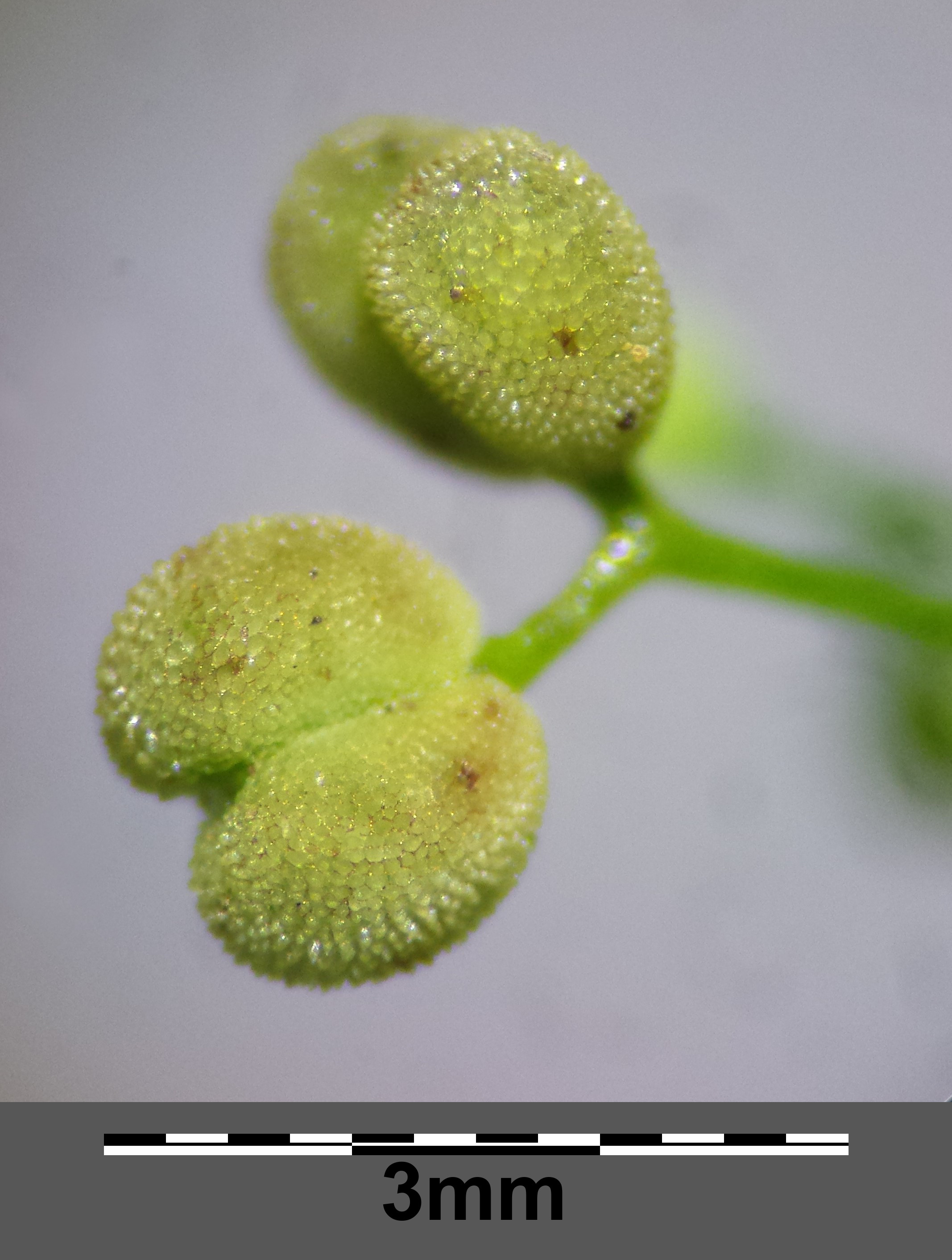
Früchte

Das Moor-Labkraut ist eine ausdauernde krautige Pflanze, die Wuchshöhen von 10 bis 30, selten bis 60 Zentimeter erreicht. Der Stängel ist rau, kahl vierkantig und liegend bis aufsteigend. Meist sechs bis acht, selten fünf Blätter stehen in Quirlen zusammen. Die Laubblätter sind lineal-lanzettlich, hell bespitzt, grün bleibend und am Rand rückwärts rau.
Die Blüten sind breiter als die reifen Früchte, haben einen Durchmesser von 2,5 bis 3 Millimeter und sind weiß. Die Staubblätter sind gelb. Die Frucht ist 1 Millimeter breit, feinkörnig-rau und papillös.
Die Blütezeit reicht von Mai bis September.
Die Chromosomenzahl beträgt 2n = 22 oder 44.

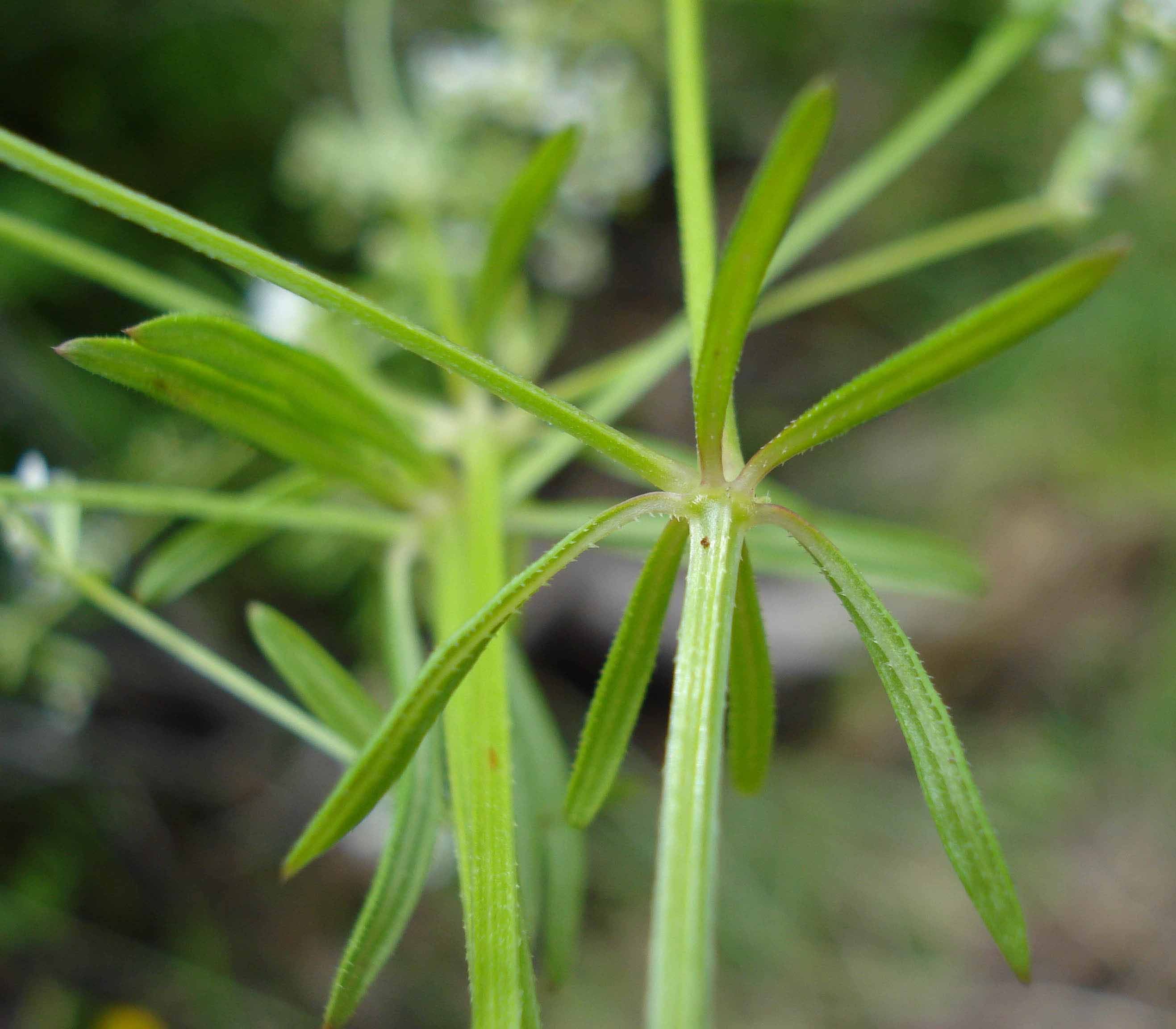
Moor-Labkraut (Laubblätter)

## Vorkommen
Das Moor-Labkraut ist basenhold, d. h., es bevorzugt basische Böden, und besiedelt Flachmoore, nasse Wiesen und Ufer bis in Höhenlagen von 1800 Metern. In den Allgäuer Alpen steigt es bis zu einer Höhenlage von etwa 1280 Metern auf.
Sein Areal erstreckt sich über Europa bis Sibirien und China. Außerdem kommt die Art in Marokko vor. In Mitteleuropa ist diese Art weit verbreitet. Es ist in Mitteleuropa eine Charakterart des Ordnung Molinietalia, kommt aber auch in Gesellschaften des Verbands Caricion fuscae vor.